# Красношапка Юрій Олексійович
Юрій Олексійович Красношапка (28 січня 1936 — 30 червня 2005, місто Біла Церква Київської області) — український радянський партійний діяч, 1-й секретар Білоцерківського міськкому КПУ. Депутат Верховної Ради УРСР 10—11-го скликань.

## Біографія
Закінчив Харківський авіаційний інститут імені Жуковського.
У 1959—1964 роках — технолог, старший майстер, секретар комітету ВЛКСМ, заступник начальника цеху на одному з підприємств міста Омська РРФСР.
У 1964—1970 роках — конструктор, головний інженер, начальник корпусу, головний механік на підприємствах міста Білої Церкви Київської області.
Член КПРС з 1966 року.
У 1970—1973 роках — секретар партійного комітету Білоцерківського заводу. У 1973—1974 роках — 2-й секретар Білоцерківського міського комітету КПУ Київської області.
У травні 1974—1990 роках — 1-й секретар Білоцерківського міського комітету КПУ Київської області.
Потім — на пенсії в місті Білій Церкві.

## Нагороди
- орден Леніна
- два ордени Трудового Червоного Прапора
- орден «Знак Пошани»
- орден Дружби народів
- медалі
- Почесна грамота Президії Верховної Ради Української РСР
- почесний громадянин міста Біла Церква (1996)